# Сегула (вулкан)
Сегула (англ. Segula) — потухший стратовулкан на острове Сегула в системе Алеутских островов. Будучи частью Крысьих островов, вулкан Сегула располагается на границе с Андреяновскими островами к востоку от острова Кыска.
Вулкан и остров постепенно сформировались из подводного кратера, нарастание происходило за счёт продуктов извержения — отложений лавовых потоков и пирокластического материала. Размеры вулкана составляют 7,5 на 6,7 км. Абсолютная высота вулкана по разным данным колеблется от 1153 до 1160 м.

## Структура
Из-за отсутствия видимых следов водной эрозии и оледенения начало формирования вулкана относят к концу четвертичного периода. Сегула имеет коническую форму и радиально расходящиеся от вершины фиссуры (трещины), за исключением трещины северо-западного простирания, фреатомагматическое извержение в которой, вероятно, стало причиной формирования залива в северной части острова. Чередование лавовых и пирокластических потоков встречается повсеместно (толщина перекрытий, обнажённых у берегов достигает 30 м), при этом пирокластические потоки на низких высотах заняты растительным покровом. Склон северной экспозиции покрыт лавовыми потоками, которые, вероятно, проистекали из вершинного кратера, небольшие лавовые потоки вдоль восточного берега исходят из дочерних вулканических конусов. По протяжённости лавовых потоков, длина которых в некоторых случаях достигает 18 км, предполагают, что Сегула последний раз извергалась в течение последних нескольких столетий.
Вулкан по составу слагающих серий относят к так называемым толеитовым центрам.